# الزهد (وكيع)
كتاب الزهد من تأليف المحدث وكيع بن الجراح الرؤاسي (ت. 197هـ)، يُعدّ من أوائل المصنفات في موضوع الزهد والورع في الإسلام، ويضم أقوال وأخبار الصحابة والتابعين وتابعيهم في التقشف والتقوى والخوف من الآخرة. يتميز الكتاب بالأسلوب الإسنادي، حيث يورد المؤلف الأحاديث والآثار بأسانيدها غالبًا.
بعض الباحثين المعاصرين في التصوف قد دأبوا على تصنيفِ وكيع على أنه ممن فقد حظوته عند نقدةِ الحديث المتشددين، أو على أنه كان من القصاص، وهي صفة قدحية في عرفِ المُحدثين. ولكن تبين دراسة في نقد الحديث بعنوان «Constructive Critics, Ḥadīth Literature and the Articulation of Sunnī Islam» (النقّاد البناؤون، أدبُ الحديثِ وبناءُ الإسلامِ السُّني) أعدها سكوت سي. لوكاس، أن عمل وكيعٍ يمثل على العكس من ذلك، نموذجا مبكرا لنقد الرواة، على منوال عبد الله بن المبارك (ت. 181هـ) وسفيان بن عيينة (ت. 198هـ)، وهو من طُلاب الثوري كذلك.

## المؤلف

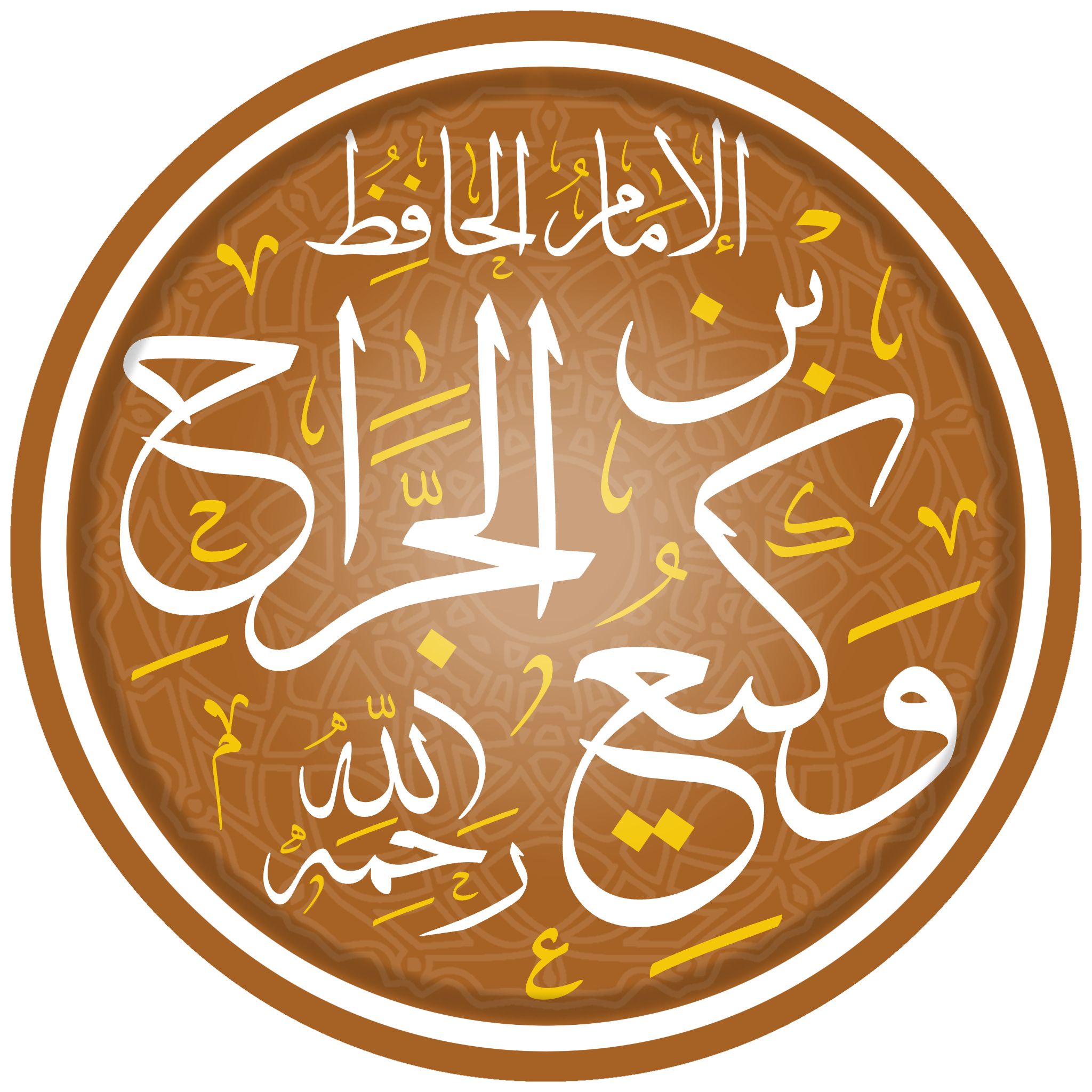
تخطيط اسم وكيع بن الجراح بخط الثُّلُث.

هو الإمام الحافظ أبو سفيان وكيع بن الجراح بن مليح بن عدي بن فرس الرؤاسي الكوفي المعروف اختصارًا بـ وكيع بن الجراح أو وكيع، وُلد بالكوفة في سنة 128هـ/745م، تعلَّم النحو والحديث فأخذ من مشايخ كثر ومنهم سليمان الأعمش وسفيان الثوري ولازمهما ملازمة شديدة أكثر من غيرهما فاعتنى بمروياتهم وأقوالهم، وأجمع العلماء على غزارة علمه وقوة حفظه وإتقانه وتوثيقه، ومن مُصنَّفاته: التفسير وكتاب الأشربة وكتاب الزهد وكتاب السنن وكتاب الغرر وفضائل الصحابة والمسند والمشيخة والمصنف والمعرفة والتاريخ ونسخة وكيع عن الأعمش وكتاب الهبة، تُوفي بفيد في يوم عاشوراء 10 محرم 197هـ/24 سبتمبر (أيلول) 812م عن عمر ناهز 69 سنة.[بحاجة لمصدر]

## أهمية الكتاب
يُعتبر هذا الكتاب من أقدم ما ألّف في الزهد، وقد سبقه كتاب الزهد لابن المبارك، لكنه يمتاز بكثرة ما يرويه من أقوال التابعين، وكثرة الزهد المروي عن أهل الكوفة. واعتمد عليه علماء كثيرون في القرون اللاحقة.

## الطبعات
طُبع الكتاب بتحقيق عبد الرحمن الفريوائي وأصدرته مكتبة الدار بالمدينة المنورة في سنة 1404هـ/1984م، وطُبع بتحقيق أحمد فريد المزيدي وأصدرته دار الكتب العلمية ببيروت في سنة 2010م.

### فهرس المراجع
منشورات
بالعربية
1. ↑  وكيع (1984)، ج. 1، ص. 156–157.
2. ↑  الكبير (2015)، ج. 4، ص. 137.
3. ↑  [أ] البغدادي (1997)، ج. 13، ص. 472.
[ب] الزركلي (2002)، ج. 8، ص. 117.
4. ↑  وكيع (1984)، ج. 1، ص. 30.
5. ↑  بوقس (2001)، ص. 145.
6. ↑  [أ] وكيع (1984)، ج. 1، ص. 87–90.
[ب] القرشي (1998)، ج. 1، ص. 57–60.
[جـ] بوقس (2001)، ص. 116–119.

مواقع الشابكة
بالعربية
1. ↑  "جامع شروح السنة". hadithportal.com. مؤرشف من الأصل في 2023-01-28. اطلع عليه بتاريخ 2025-08-09.
2. ↑  دار الكتب العلمية (19 يناير 2010). "كتاب الزهد لوكيع بن الجراح الرؤاسي ويليه (كتاب الزهد لأبي داود السجستاني)". دار الكتب العلمية. مؤرشف من الأصل في 2025-07-11. اطلع عليه بتاريخ 2025-07-11.

بالإنجليزية
1. 1 2  al-Nūn, Dhū (4 Jun 2015). "Ṣaḥīḥ Kitāb al-Zuhd by Wakīʿ bin al-Jarrāḥ: Chapters on Renunciation, Death, the Triviality of Laughter, and Crying". al-Ikhbār (بالإنجليزية). Archived from the original on 2017-06-24. Retrieved 2025-07-21.

### بيانات المراجع (مُرتَّبة حسب تاريخ النشر)
الكتب
- وكيع بن الجراح (1984)، كتاب الزهد، تحقيق: عبد الرحمن الفريوائي (ط. 1)، المدينة المنورة: مكتبة الدار، LCCN:88965678، OCLC:20262300، OL:2179461M، QID:Q134590966
- الخطيب البغدادي (1997). تاريخ بغداد وذيوله. تحقيق: مصطفى عبد القادر عطا. بيروت: دار الكتب العلمية. ISBN:978-2-7451-0466-3. OCLC:1114512386. OL:44959825M. QID:Q120763443.
- خير الدين الزركلي (2002)، الأعلام: قاموس تراجم لأشهر الرجال والنساء من العرب والمستعربين والمستشرقين (ط. 15)، بيروت: دار العلم للملايين، OCLC:1127653771، QID:Q113504685
- الحاكم الكبير (2015)، الأسامي والكنى، تحقيق: محمد بن علي الأزهري (ط. 1)، دار الفاروق للنشر والتوزيع، OCLC:941577134، QID:Q116752531

الأطروحات
- محمد أحمد السيد القرشي (1998)، وكيع بن الجراح أقواله ومروياته في التفسير من أول سورة الفاتحة إلى نهاية سورة الكهف: جمعًا ودراسةً وتخريجًا، إشراف: وصي الله محمد عباس، مكة المكرمة: جامعة أم القرى، OCLC:9497751375، QID:Q134603433
- هيفاء بنت صالح بن طاهر بوقس (2001)، وكيع بن الجراح ومروياته في التفسير من أول سورة تبارك إلى آخر سورة الناس: جمعًا ودراسةً وتخريجًا، إشراف: عابدية بنت محمد سعيد عيد، مكة المكرمة: جامعة أم القرى، OCLC:9497716955، QID:Q134608496

## وصلات خارجية
كتاب الزهد على موقع المكتبة المفتوحة (الإنجليزية)